# Episodi di Robot Chicken (decima stagione)
La decima stagione della serie televisiva Robot Chicken, composta da 20 episodi, è stata trasmessa negli Stati Uniti, da Adult Swim, dal 29 settembre 2019 al 26 luglio 2020.
In Italia la stagione è inedita.
| nº | Titolo originale                                                          | Prima TV USA      |
| -- | ------------------------------------------------------------------------- | ----------------- |
| 1  | Ginger Hill in: Bursting Pipes                                            | 29 settembre 2019 |
| 2  | Bugs Keith in: I Can't Call Heaven, Doug                                  | 29 settembre 2019 |
| 3  | Fila Ogden in: Maggie's Got a Full Load                                   | 6 ottobre 2019    |
| 4  | Hermie Nursery in: Seafood Sensation                                      | 6 ottobre 2019    |
| 5  | Garfield Stockman in: A Voice Like Wet Ham                                | 13 ottobre 2019   |
| 6  | Boogie Bardstown in: No Need, I Have Coupons                              | 13 ottobre 2019   |
| 7  | Snoopy Camino Lindo in: Quick and Dirty Squirrel Shot                     | 20 ottobre 2019   |
| 8  | Molly Lucero in: Your Friend's Boob                                       | 20 ottobre 2019   |
| 9  | Spike Fraser in: Should I Happen to Back Into a Horse                     | 27 ottobre 2019   |
| 10 | Musya Shakhtyorov in: Honeyboogers                                        | 27 ottobre 2019   |
| 11 | Robot Chicken's Santa's Dead (Spoiler Alert) Holiday Murder Thing Special | 9 dicembre 2019   |
| 12 | Max Caenen in: Why Would He Know If His Mother's a Size Queen             | 28 giugno 2020    |
| 13 | Petless M in: Cars Are Couches of the Road                                | 28 giugno 2020    |
| 14 | Buster Olive in: The Monkey Got Closer Overnight                          | 5 luglio 2020     |
| 15 | Ghandi Mulholland in: Plastic Doesn't Get Cancer                          | 12 luglio 2020    |
| 16 | Gracie Purgatory in: That's How You Get Hemorrhoids                       | 12 luglio 2020    |
| 17 | Sundancer Craig in: 30% of the Way to Crying                              | 19 luglio 2020    |
| 18 | Callie Greenhouse In: Fun. Sad. Epic. Tragic.                             | 31 marzo 2020     |
| 19 | Babe Hollytree in: I Wish One Person Had Died                             | 26 luglio 2020    |
| 20 | Endgame                                                                   | 26 luglio 2020    |

## Ginger Hill in: Bursting Pipes
- Titolo originale: Ginger Hill in: Bursting Pipes
- Diretto da: Tom Sheppard
- Scritto da: Mike Fasolo, Shelby Fero, Seth Green, Matthew Senreich, Tom Sheppard, Ellory Smith e Andrew Ti

### Trama
Il nerd di Robot Chicken racconta ad una bambina come sia sopravvissuto saltando dalla scogliera nel finale della scorsa stagione; Shredder usa cannucce di plastica per sconfiggere le Tartarughe Ninja; Deadpool, Elliot Alderson di Mr. Robot, Frank Underwood di House of Cards - Gli intrighi del potere e Jim Halpert di The Office vanno in riabilitazione a causa della rottura della quarta parete; Le bambole di L.O.L. Surprise vengono disturbate dal nuovo e disgustoso compagno di stanza; Netflix produce un revival di Mister Rogers' Neighborhood; La famosa scena della scogliera di Grease - Brillantina viene riprodotta da Thelma e Louise; Braccio di Ferro si risveglia nel futuro; Steve Urkel appare in A Quiet Place - Un posto tranquillo; Gli alieni Tamagotchi fanno il lavaggio del cervello ai bambini della Terra perché si prendano cura di loro; Panna Inacidita si scoprirà essere l'ultima ancella di The Handmaid's Tale.
- Guest star: Alex Borstein (Zia Lydia, LOL Girl, Olive Oyl), Dave Coulier (Braccio di Ferro, Michelangelo, Mr. McFeely), Mikey Day (Shredder, Deadpool,        Tamagotchi), Katee Sackhoff (Panna Inacidita, Cassonetto), Susan Sarandon (Louise, Chloe, Produttore esecutivo delle pubblicità Generazione Z, ancella), Ariel Winter (Maria, LOL Girl, ancella).
- Ascolti USA: telespettatori 626.000 – rating/share 18-49 anni.[2]

## Bugs Keith in: I Can't Call Heaven, Doug
- Titolo originale: Bugs Keith in: I Can't Call Heaven, Doug
- Diretto da: Tom Sheppard
- Scritto da: Mike Fasolo, Seth Green, Jamie Loftus, Michael Poisson, Matthew Senreich, Tom Sheppard e Milana Vayntrub

### Trama
Larry Loompa, avvocato di ferita personale; Harold di Harold e Purple Crayon combatte contro il padre violento; una bambola Troll ha un appuntamento; la banda di animatronici del Chuck E. Cheese's cerca di aiutare il loro amico distrutto, Pasquale lo Chef; uno spettacolo di magia provoca una tragedia nazionale; Winnie the Pooh cambia la sua dieta a causa del collasso della colonia; I ragazzi di Queer Eye cercano di superare Ursula; nell'ultimo episodio di Comedians in Cars Getting Coffee, Jerry Seinfeld cavalca Joker; un dottore crea un millepiedi umano; una versione Pin Mates di Star Trek; Il brutto anatroccolo; The Handmaid's Tale interpretato dalle bambole Barbie e Ken; L'amicizia tra Rocky e Bullwinkle viene distrutta grazie a Boris e Natasha che giocano su stereotipi conservatori e liberali; La coda di cavallo di Ariana Grande ha vita propria; Miss Frizzle di The Magic School Bus ora guida il Fortnite Battle Bus.
- Guest star: D'Arcy Carden, Tamara Garfield, Mark Hamill (Joker, Chuck E. Cheese, Boris Badenov), Arielle Kebbel (Ms. Valerie Frizzle, Tricia, Barbie), Ross Marquand (Jerry Seinfeld, Jonathan Van Ness), Chelsea Spirito, George Takei (Hikaru Sulu), Fred Tatasciore (Augustus Gloop, Capt. James T. Kirk, Spock), Milana Vayntrub (Helen Henny, Natasha Fatale).
- Ascolti USA: telespettatori 615.000 – rating/share 18-49 anni.[2]

## Fila Ogden in: Maggie's Got a Full Load
- Titolo originale: Fila Ogden in: Maggie's Got a Full Load
- Diretto da: Tom Sheppard
- Scritto da: Mike Fasolo, Seth Green, Jamie Loftus, Michael Poisson, Matthew Senreich, Tom Sheppard e Milana Vayntrub

### Trama
April O'Neil intervista Donald Trump; sigla d'apertura di Robot Chicken in stile Saturday Night Live; The Fast and the Furious 9 (mph): Zamboni Rising; Belle de La bella e la bestia ordina da mangiare e chiama la polizia per la Bestia; Baby Piercer; Indiana Jones e l'unica volta che ha rispettato i desideri di una donna; DJ Marshmello viene investito da un camion di cracker Graham e da un camion di cioccolati; Optimus Prime ha una relazione sessuale con un'auto a guida autonoma; un pubblicità progresso sulla morte del marsupiale con Rocko de La vita moderna di Rocko; Pee-wee's Playhouse ottiene un restyling in stile Casa su misura; una scena estesa di Alien: Covenant; Uomo Pallido fa visita dall'optometrista; Dart Fener e Luke Skywalker condividono le urla "NO!" nella famosa scena rivelatrice de L'Impero colpisce ancora; Cenerentola fa uno streap tease per Jaq e Gus; la Overwatch League viene trasmessa su ESPN.
- Guest star: Bob Bergen (Luke Skywalker), Rachel Bloom (April O'Neil), Ralph Garman (Donald Trump), Linsey Godfrey, Adam Ray, Christian Serratos.
- Ascolti USA: telespettatori 604.000 – rating/share 18-49 anni.[3]

## Hermie Nursery in: Seafood Sensation
- Titolo originale: Hermie Nursery in: Seafood Sensation
- Diretto da: Tom Sheppard
- Scritto da: Mike Fasolo, Seth Green, Jamie Loftus, Michael Poisson, Matthew Senreich, Tom Sheppard e Milana Vayntrub

### Trama
Leila Organa torna in vita in Super Space Leia; Harry Potter usa la magia delle armi da fuoco per abbattere Lord Voldemort; la verità dietro il disastro di Hindenburg e la famosa frase "Oh, l'umanità!!!"; Perseo uccide Medusa e viene trasformato in pietra da Mandusa; uno spot per Ryan, il nuovo fidanzato tossico di Barbie; l'Orso Yoghi muore durante un soccorso; una ragazza ottiene un giocattolo Hatchimal deforme; i ragazzi di Queer Eye tentano la fortuna con gli incassi di Babadook; la Impossible Mission Force invia a Ethan Hunt una nuova missione; Cheetos per lei; la Lega degli Uomini Predatori aiuta a far scendere il gatto di una donna da un albero; mash-up tra Summer Nights di Grease - Brillantina e The Handmaid's Tale.
- Guest star: Genevieve Angelson, Clancy Brown, Anna Camp, Eden Espinosa, Jamie Loftus, Rachael MacFarlane, Ross Marquand, Kathryn Prescott.
- Ascolti USA: telespettatori 557.000 – rating/share 18-49 anni.[3]

## Garfield Stockman in: A Voice Like Wet Ham
- Titolo originale: Garfield Stockman in: A Voice Like Wet Ham
- Diretto da: Tom Sheppard
- Scritto da: Mike Fasolo, Shelby Fero, Seth Green, Matthew Senreich, Tom Sheppard, Ellory Smith e Andrew Ti

### Trama
In Murder Mia, Freddy Krueger si sta per sposare, tuttavia si domanda su chi possa essere suo padre; uno squallido Predator; Manny il mammut fa annegare la madre di Roshan; Bucky Barnes diventa un "Soldato Estivo"; La figlia di un soldatino di plastica vuole che la sua lastra venga rimossa; Steve Urkel entra dentro Fortnite; Una mascotte del calcio si spara accidentalmente con uno spara magliette; Godzilla diventa "Super Godzilla"; La testa di una mascotte del calcio atterra sugli spalti; Le fiamme dell'inferno fanno scatenare gli irrigatori; Le Totally Spies violano il diritto internazionale e sviluppano un disturbo post-traumatico da stress; Lucy van Pelt si rifiuta di dare le pillole per il cuore a suo nonno; Oskar Schindler pensa a come avrebbe potuto migliorare la sua vita; Gli Eagles suonano per Gandalf; Bella canta per la Francia feudale; la "terza gamba" dei tripodi; L'ipocrisia dietro High School Musical.
- Guest star: David Costabile, Kat Graham, Camilla Luddington, Drew Seeley, Dan Soder, Catherine Taber.
- Ascolti USA: telespettatori 667.000 – rating/share 18-49 anni.[4]

## Boogie Bardstown in: No Need, I Have Coupons
- Titolo originale: Boogie Bardstown in: No Need, I Have Coupons
- Diretto da: Tom Sheppard
- Scritto da: Mike Fasolo, Shelby Fero, Seth Green, Matthew Senreich, Tom Sheppard, Ellory Smith e Andrew Ti

### Trama
Un'apertura in stile Robot Chicken ispirata a Monty Python's Flying Circus; il capo della polizia Big Mac indaga sull'omicidio del sindaco McCheese; gli autori della serie immaginano cosa sia successo ai cittadini medi durante lo schiocco di Thanos; una presentazione delle Bratz; Chiamami col tuo nome con della frutta; Stretch Armstrong viene accusato di stregoneria e condannato all'esecuzione; i G.I. Joe ripensano la loro strategia quando si trovano ad affrontare uno spietato dittatore di cittadini oppressi; un cane castrato convince un bambino a castrare il padre ubriaco; Baby Shark in un crossover con Lo squalo; un ragazzo della Honda indaga sull'omicidio di JonBenét Ramsey; una storia horror del Club di Mezzanotte; gli stravaganti travestimenti di Ethan Hunt; SpongeBob, Bob Belcher, Linguini e Chef appaiono in MasterChef: Celebrity Showdown.
- Guest star: John Bradley, Rachael Leigh Cook, Sarah Jeffery, Ross Marquand, Chris Messina, Adrianne Palicki, Bill Ratner, Gary Anthony Williams.
- Ascolti USA: telespettatori 614.000 – rating/share 18-49 anni.[4]

## Snoopy Camino Lindo in: Quick and Dirty Squirrel Shot
- Titolo originale: Snoopy Camino Lindo in: Quick and Dirty Squirrel Shot
- Diretto da: Tom Sheppard
- Scritto da: Mike Fasolo, Shelby Fero, Seth Green, Matthew Senreich, Tom Sheppard, Ellory Smith e Andrew Ti

### Trama
La Blumhouse Productions presenta Don't Fall Down; Megamind non può eseguire una risonanza magnetica; Velma si ammala di cancro al seno; un centauro e un minotauro piangono sul loro figlio umano; Dracula trova un modo per attaccare le persone senza essere invitato in una casa; una rapina ad un bancomat si rivela essere una scena del nuovo film Ocean's One; l'Arca di Noè incontra Titanic; Robot Wars presenta RoboCop contro la sua imitazione cinese RoboCarp; la deprimente storia delle origini della strada di mattoni gialli; Liv e Maddie vengono molestate sessualmente a Hollywood; Punchy ha una relazione sadomaso con Kool-Aid Man; un grasso Slender Man; Il quinto Brodeo annuale; l'isola dei giocattoli ritirati.
- Guest star: Charlet Chung, Clare Grant, Jason Isaacs, Matthew Lillard, Sarah Snook, Mae Whitman.
- Ascolti USA: telespettatori 680.000 – rating/share 18-49 anni.[5]

## Molly Lucero in: Your Friend's Boob
- Titolo originale: Molly Lucero in: Your Friend's Boob
- Diretto da: Tom Sheppard
- Scritto da: Mike Fasolo, Shelby Fero, Seth Green, Matthew Senreich, Tom Sheppard, Ellory Smith e Andrew Ti

### Trama
L'accusa chiede a Thanos di provare il guanto dell'infinito per vedere se si adatta; si scopre cosa succede nella camera da letto di Bert ed Ernie dei Muppet; Il dottor Alexander esegue una separazione di gemelli siamesi molto complicata in stile Leeroy Jenkins; un interrogatorio su Keyser Söze non va come previsto; Padre Burke è intrappolato in una bara con una suora che scoreggia; il vecchio software di RoboCop ha problemi con la tecnologia moderna quando cerca di dimostrare che Dick Jones è un assassino; Il Mago di Oz offre un regalo a una scimmia volante clandestina; i giocattoli di Andy cercano di salvare il bambino da un nuovo giocattolo che gli ha fatto il "lavaggio del cervello", una console per videogiochi; Betty Spaghetty rimane bloccata nella porta dell'ascensore; Elisa commette un errore nel dare all'Uomo Anfibio troppo cibo per pesci; un Poopsie Unicorn ha una sorpresa speciale; James T. Kirk prende un caffè mentre Khan non gli risponde; Mr. Peanut "libera" una famiglia di noccioline rifugiate; Godzilla: The Musical arriva a Broadway.

## Spike Fraser in: Should I Happen to Back Into a Horse
- Titolo originale: Spike Fraser in: Should I Happen to Back Into a Horse
- Diretto da: Tom Sheppard
- Scritto da: Nick Cron-Devico, Mike Fasolo, Sasha Feiler, Seth Green, Jared Gruszecki, Michael McMillian, Breckin Meyer, Matthew Senreich e Tom Sheppard

### Trama
Una parodia di Pop Goes the Weasel; Thanos presenta un nuovo profumo di Hugo Versace chiamato Infinity; Sauron diventa il Signore degli Anelli "dell'acqua"; Bambi scopre la verità su quanto accaduto a sua madre; l'Orso Paddington si scopre essere un vero orso; L'Animorph Marco aiuta a salvare i panda rossi dall'estinzione; Puffo Quattrocchi sviluppa un CTE dopo essere stato buttato fuori dal Villaggio dei Puffi troppe volte; il Punitore prende di mira i criminali durante un'invasione aliena; Steve Burns cerca di risolvere un caso di omicidio in tribunale; E.T. abbandona la Terra senza lasciare testimoni; Cheetah si prende cura della sua acerrima nemesi, la principessa Diana; l'origine del nome di Skeletor; viene rivelato il vero assassino di John F. Kennedy; i Figli della Notte eseguono Mozart; la moglie e il figlio di un Predator si chiedono cosa sia successo al padre; Panna Inacidita visita il Bates Motel.

## Musya Shakhtyorov in: Honeyboogers
- Titolo originale: Musya Shakhtyorov in: Honeyboogers
- Diretto da: Tom Sheppard
- Scritto da: Nick Cron-DeVico, Mike Fasolo, Sasha Feiler, Seth Green, Jared Gruszecki, Michael McMillian, Breckin Meyer, Matthew Senreich e Tom Sheppard

### Trama
Il sceneggiatore Doug Goldstein di Robot Chicken lascia il telefono fuori dal bagno in stile Simon & Garfunkel; viene presentato il Squat Squad; Indiana Jones porta una Marion ubriaca in un'avventura; la vita di Westley nei panni del Terribile Pirata Roberts; i clone trooper si chiedono com'è avere un rapporto sessuale tra di loro; Morpheus insegna a Neo cosa sono i Bitcoin; i Wuzzles incontrano un nuovo ibrido animale, Brundlefly; una bottiglia Honey Bear ha difficoltà a far uscire il suo succo; il punto di vista del dottor Ian Malcolm sul vulcano attivo di Isla Nublar ottiene un'opinione dissenziente da parte di un Velociraptor; Gooey Louie viaggia su un aereo, con grande sgomento di uno dei passeggeri; Adolf Hitler ha problemi quando i suoi ufficiali non riescono a riportare indietro elementi di fantasia provenienti da diversi film; un gatto rovina i piani di Ben e Wolfgang di costruire un'astronave aliena; un distributore di Pez alieni; Superman arriva sulla Terra, solo per abbandonarla a causa del riscaldamento globale; Golia chiede che Elisa lo lasci quando sorgerà il sole; l'ultima avventura di Bill & Ted.

## Robot Chicken's Santa's Dead (Spoiler Alert) Holiday Murder Thing Special
- Titolo originale: Robot Chicken's Santa's Dead (Spoiler Alert) Holiday Murder Thing Special
- Diretto da: Tom Sheppard
- Scritto da: Deirdre Devlin, Mike Fasolo, Seth Green, Jamie Loftus, Harmony McElligott, Breckin Meyer, Michael Poisson, Matthew Senreich e Tom Sheppard

### Trama
Quando Babbo Natale viene assassinato alla vigilia di Natale, l'ispettore Jesus H. Christ cerca di scoprire chi potrebbe aver commesso il delitto.

## Max Caenen in: Why Would He Know If His Mother's a Size Queen
- Titolo originale: Max Caenen in: Why Would He Know If His Mother's a Size Queen
- Diretto da: Tom Sheppard
- Scritto da: Nick Cron-DeVico, Mike Fasolo, Sasha Feiler, Seth Green, Jared Gruszecki, Michael McMillian, Breckin Meyer, Matthew Senreich e Tom Sheppard

### Trama
La Dama del Lago mette Parsifal in difficoltà quando quest'ultimo va a restituirle l'Excalibur; si scopre cosa vede Silente quando guarda nello Specchio del Desiderio; il Professor X rivela come gli X-Men scoprirono per la prima volta i loro poteri; Garfield viene sepolto nel cimitero degli animali domestici.

## Petless M in: Cars Are Couches of the Road
- Titolo originale: Petless M in: Cars Are Couches of the Road
- Diretto da: Tom Sheppard
- Scritto da: Deirdre Devlin, Mike Fasolo, Seth Green, Jamie Loftus, Harmony McElligott, Breckin Meyer, Michael Poisson, Matthew Senreich e Tom Sheppard

### Trama
Harry Potter viene reimmaginato come una sitcom degli anni '70; viene scoperto cosa c'è sotto il cappello di Abraham Lincoln; il futuro sembra cupo per l'assistente di Nostradamus; i Jonas Brothers scoprono di essere più che semplici fratelli.

## Buster Olive in: The Monkey Got Closer Overnight
- Titolo originale: Buster Olive in: The Monkey Got Closer Overnight
- Diretto da: Tom Sheppard
- Scritto da: Deirdre Devlin, Mike Fasolo, Seth Green, Jamie Loftus, Harmony McElligott, Breckin Meyer, Michael Poisson, Matthew Senreich e Tom Sheppard

### Trama
Tyrion Lannister scopre il vero significato dell'inverno; Blade cerca di farsi strada tra gli spot pubblicitari; Inside-Out Boy va al college; viene mostrato l'ultimo supereroe di successo: Superglue; un crossover tra Halloween e Mamma, ho perso l'aereo.

## Ghandi Mulholland in: Plastic Doesn't Get Cancer
- Titolo originale: Ghandi Mulholland in: Plastic Doesn't Get Cancer
- Diretto da: Tom Sheppard
- Scritto da: Deirdre Devlin, Mike Fasolo, Seth Green, Jamie Loftus, Harmony McElligott, Breckin Meyer, Michael Poisson, Matthew Senreich e Tom Sheppard

### Trama
Will Hunting - Genio ribelle diventa Goodwill Hunting; Pennywise il Clown Danzante mostra alcune nuove mosse; Un consulente di Fortnite viene assunto per costruire una casa; una rivisitazione di The Adventures of Pete & Pete.

## Gracie Purgatory in: That's How You Get Hemorrhoids
- Titolo originale: Gracie Purgatory in: That's How You Get Hemorrhoids
- Diretto da: Tom Sheppard
- Scritto da: Mike Fasolo, Seth Green, Jared Gruszecki, Harmony McElligott, Michael Poisson, Matthew Senreich, Tom Sheppard e Ellory Smith

### Trama
Uber ha un nuovo sistema di condivisione delle corse tuttavia causa molti incidenti; Venom si unisce al cast di Hamilton; si scopre cosa sta facendo Squiddi Tentacolo dopo la fine del suo ruolo in SpongeBob; la Pantera Rosa sfida Pantera Nera per il trono.

## Sundancer Craig in: 30% of the Way to Crying
- Titolo originale: Sundancer Craig in: 30% of the Way to Crying
- Diretto da: Tom Sheppard
- Scritto da: Mike Fasolo, Seth Green, Jared Gruszecki, Harmony McElligott, Michael Poisson, Matthew Senreich, Tom Sheppard e Ellory Smith

### Trama
Rita Repulsa trova un modo per sconfiggere i Power Rangers; un mostro proveniente da Bird Box; il peggior incubo di Freddy Krueger; un punto di vista diverso del film Predator.

## Callie Greenhouse in: Fun. Sad. Epic. Tragic.
- Titolo originale: Callie Greenhouse in: Fun. Sad. Epic. Tragic.
- Diretto da: Tom Sheppard
- Scritto da: Nick Cron-DeVico, Mike Fasolo, Sasha Feiler, Seth Green, Jared Gruszecki, Michael McMillian, Breckin Meyer, Matthew Senreich e Tom Sheppard

### Trama
L'aggiunta di Batman al suo costume causa alcune preoccupazioni tra gli altri supereroi; viene rivelato come i Westeros P.D. risolvono i crimini; Panna Inacidita viene collocata su Love Island.

## Babe Hollytree in: I Wish One Person Had Died
- Titolo originale: Babe Hollytree in: I Wish One Person Had Died
- Diretto da: Tom Sheppard
- Scritto da: Mike Fasolo, Seth Green, Jared Gruszecki, Harmony McElligott, Michael Poisson, Matthew Senreich, Tom Sheppard e Ellory Smith

### Trama
I ragazzi di Hogwarts scoprono le vere paure che hanno tra di loro; una modifica a Zanna Gialla; i Pomsies stanno conquistando il mondo; si scopre che Alexa non smette mai di ascoltare.

## Endgame
- Titolo originale: Endgame
- Diretto da: Tom Sheppard
- Scritto da: Mike Fasolo, Seth Green, Jared Gruszecki, Harmony McElligott, Michael Poisson, Matthew Senreich, Tom Sheppard e Ellory Smith

### Trama
Per celebrare il 200º episodio, Robot Chicken aggiunge l'espediente "scegli la tua avventura" a tutti gli sketch dell'episodio. Il Nerd si ritrova ad affrontare una folle avventura mentre si scopre il motivo degli esperimenti dello Scienziato Pazzo.